# Qualifications du tournoi masculin de rugby à sept aux Jeux olympiques d'été de 2020
Douze équipes de rugby à sept masculines se qualifient pour les Jeux olympiques d'été de 2020 se déroulant à Tokyo.

## Règlement
Le pays hôte, le Japon, est automatiquement qualifié pour la compétition. Les quatre premières places du World Rugby Sevens Series 2018-2019 sont qualificatives. Chacune des six composantes continentales membres de World Rugby organise une compétition pour déterminer une nation qualifiée. La dernière place est attribuée à l'issue d'un tournoi de qualification se déroulant du 19 au 20 juin 2021.
| Compétition                                 | Date             | Lieu          | Places | Qualifiés        |
| ------------------------------------------- | ---------------- | ------------- | ------ | ---------------- |
| Pays organisateur                           | 7 septembre 2013 | N/A           | 1      | Japon            |
| World Rugby Sevens Series 2018-2019         | 9 juin 2019      | Multiple      | 4      | Fidji            |
| World Rugby Sevens Series 2018-2019         | 9 juin 2019      | Multiple      | 4      | États-Unis       |
| World Rugby Sevens Series 2018-2019         | 9 juin 2019      | Multiple      | 4      | Nouvelle-Zélande |
| World Rugby Sevens Series 2018-2019         | 9 juin 2019      | Multiple      | 4      | Afrique du Sud   |
| Tournoi de qualification sud-américain 2019 | 30 juin 2019     | Santiago      | 1      | Argentine        |
| Championnat d'Amérique du Nord 2019         | 7 juillet 2019   | George Town   | 1      | Canada           |
| Tournoi de qualification européen 2019      | 14 juillet 2019  | Colomiers     | 1      | Grande-Bretagne  |
| Championnat d'Océanie 2019                  | 9 novembre 2019  | Suva          | 1      | Australie        |
| Championnat d'Afrique 2019                  | 10 novembre 2019 | Johannesbourg | 1      | Kenya            |
| Tournoi de qualification asiatique 2019     | 24 novembre 2019 | Incheon       | 1      | Corée du Sud     |
| Tournoi de repêchage 2021                   | 19–20 juin 2021  | Monaco        | 1      | Irlande          |
| Total                                       |                  |               | 12     |                  |

## Résultat détaillés

### World Rugby Sevens Series
À l'issue de l'avant dernière étape des World Sevens Series, les quatre qualifiés pour les Jeux olympiques sont connus : il s'agit des Fidji, de la Nouvelle-Zélande (zone Océanie), des États-Unis (zone Amérique du Nord) et de l'Afrique du Sud (zone Afrique).
| Classement général | Classement général | Classement général | Classement général | Classement général | Classement général | Classement général | Classement général | Classement général | Classement général | Classement général | Classement général | Classement général |
| Pos.               | Équipes            | Dubaï              | Le Cap             | Hamilton           | Sydney             | Las Vegas          | Vancouver          | Hong Kong          | Singapour          | Londres            | Paris              | Points total       |
| ------------------ | ------------------ | ------------------ | ------------------ | ------------------ | ------------------ | ------------------ | ------------------ | ------------------ | ------------------ | ------------------ | ------------------ | ------------------ |
| Médaille d'or      | Fidji              | 13                 | 22                 | 22                 | 15                 | 12                 | 17                 | 22                 | 19                 | 22                 | 22                 | 186                |
| Médaille d'argent  | États-Unis         | 19                 | 19                 | 19                 | 19                 | 22                 | 15                 | 17                 | 15                 | 17                 | 15                 | 177                |
| Médaille de bronze | Nouvelle-Zélande   | 22                 | 15                 | 17                 | 22                 | 17                 | 13                 | 12                 | 12                 | 13                 | 19                 | 162                |
| 4                  | Afrique du Sud     | 12                 | 17                 | 15                 | 13                 | 10                 | 22                 | 10                 | 22                 | 10                 | 17                 | 148                |
| 5                  | Angleterre         | 17                 | 13                 | 8                  | 17                 | 13                 | 12                 | 10                 | 17                 | 2                  | 5                  | 114                |
| 6                  | Samoa              | 8                  | 7                  | 12                 | 3                  | 19                 | 10                 | 15                 | 13                 | 8                  | 12                 | 107                |
| 7                  | Australie          | 15                 | 10                 | 10                 | 12                 | 10                 | 8                  | 5                  | 10                 | 19                 | 5                  | 104                |
| 8                  | France             | 7                  | 5                  | 2                  | 10                 | 1                  | 19                 | 19                 | 8                  | 15                 | 13                 | 99                 |
| 9                  | Argentine          | 10                 | 8                  | 5                  | 8                  | 15                 | 10                 | 13                 | 10                 | 5                  | 10                 | 94                 |
| 10                 | Écosse             | 10                 | 10                 | 13                 | 1                  | 8                  | 5                  | 8                  | 7                  | 7                  | 3                  | 72                 |
| 11                 | Canada             | 5                  | 5                  | 10                 | 5                  | 3                  | 7                  | 1                  | 5                  | 10                 | 8                  | 59                 |
| 12                 | Espagne            | 5                  | 12                 | 5                  | 10                 | 7                  | 3                  | 3                  | 2                  | 1                  | 1                  | 49                 |
| 13                 | Kenya              | 1                  | 3                  | 7                  | 1                  | 5                  | 1                  | 5                  | 3                  | 1                  | 10                 | 37                 |
| 14                 | Pays de Galles     | 3                  | 2                  | 1                  | 5                  | 2                  | 5                  | 2                  | 5                  | 5                  | 1                  | 31                 |
| 15                 | Japon              | 2                  | 1                  | 1                  | 7                  | 1                  | 2                  | 7                  | 1                  | 3                  | 2                  | 27                 |

Notes
1. 1 2 3  À la suite d'un arrangement entre les trois nations constitutives du Royaume-Uni (Angleterre, pays de Galles et Écosse), il est décidé que l'Angleterre, équipe la mieux classée lors de l'édition 2017-2018 représentera les chances de qualification de la Grande-Bretagne pour les Jeux olympiques[4].
2. ↑  En tant que pays organisateur des Jeux olympiques, le Japon est automatiquement qualifié.

### Amérique du Sud

#### Participants
Aucune équipe sud-américaine ne se qualifie directement pour les Jeux olympiques. Dix équipes participent au tournoi :
- Argentine
- Brésil
- Chili
- Colombie
- Costa Rica
- Guatemala
- Paraguay
- Pérou
- Uruguay
- Venezuela

#### Tournoi de qualification
Sudamérica Rugby organise un tournoi qualificatif qui se tient du 29 au 30 juin 2019 à Santiago au Chili. Le tournoi est dominé par l'équipe permanente du circuit mondial : l'Argentine, qui ne concède qu'un seul essai en cinq matchs. Vainqueur du Chili en demi-finale et du Brésil en finale, ces deux équipes terminent respectivement troisième et deuxième, se qualifiant ainsi pour le tournoi de repêchage en juin 2020.
|  | Demi-finales | Demi-finales |                        |    | Finale       | Finale       |
|  | Demi-finales | Demi-finales |                        |    | Finale       | Finale       |
|  |              |              |                        |    |              |              |
|  | 30 juin 2019 | 30 juin 2019 |                        |    | 30 juin 2019 | 30 juin 2019 |
|  | 30 juin 2019 | 30 juin 2019 |                        |    | 30 juin 2019 | 30 juin 2019 |
|  | Argentine    | 35           |                        |    | 30 juin 2019 | 30 juin 2019 |
|  | Argentine    | 35           |                        |    | 30 juin 2019 | 30 juin 2019 |
|  | Chili        | 0            |                        |    | 30 juin 2019 | 30 juin 2019 |
|  | Chili        | 0            | Argentine              | 26 |              |              |
|  | 30 juin 2019 |              | Argentine              | 26 |              |              |
|  |              | Brésil       | 0                      |    |              |              |
|  | Brésil       | Brésil       | 0                      | 14 |              |              |
|  | Brésil       |              |                        | 14 |              |              |
|  | Paraguay     | 12           |                        |    |              |              |
|  | Paraguay     | 12           | Match pour la 3e place |    |              |              |
|  |              |              |                        |    |              |              |
|  | 30 juin 2019 |              |                        |    |              |              |
|  |              |              |                        |    |              |              |
|  | Chili        | 43           |                        |    |              |              |
|  | Chili        | 43           |                        |    |              |              |
|  | Paraguay     | 0            |                        |    |              |              |
|  | Paraguay     | 0            |                        |    |              |              |

### Amérique du Nord

#### Participants
De par leur classement en World Series, les États-Unis sont qualifiés pour les Jeux olympiques et ne disputent donc pas le tournoi de qualification de la zone nord-américaine. Huit équipes participent à la compétition :
- Barbade
- Bermudes
- Canada
- Îles Caïmans
- Guyana
- Jamaïque
- Mexique
- Trinité-et-Tobago

#### Tournoi de qualification
Le tournoi qualificatif organisé pour la zone nord-américaine est le championnat d'Amérique du Nord. Il se dispute du 6 au 7 juillet 2019 à George Town aux Îles Caïmans.
|  | Quarts de finale  | Quarts de finale |                |                | Demi-finales           | Demi-finales           |    |  | Finale         | Finale         |
|  | Quarts de finale  | Quarts de finale |                |                | Demi-finales           | Demi-finales           |    |  | Finale         | Finale         |
|  |                   |                  |                |                |                        |                        |    |  |                |                |
|  | 7 juillet 2019    | 7 juillet 2019   |                |                | 7 juillet 2019         | 7 juillet 2019         |    |  | 7 juillet 2019 | 7 juillet 2019 |
|  | 7 juillet 2019    | 7 juillet 2019   |                |                | 7 juillet 2019         | 7 juillet 2019         |    |  | 7 juillet 2019 | 7 juillet 2019 |
|  | Canada            | 47               |                |                | 7 juillet 2019         | 7 juillet 2019         |    |  | 7 juillet 2019 | 7 juillet 2019 |
|  | Canada            | 47               |                |                | 7 juillet 2019         | 7 juillet 2019         |    |  | 7 juillet 2019 | 7 juillet 2019 |
|  | Guyana            | 5                |                |                | 7 juillet 2019         | 7 juillet 2019         |    |  | 7 juillet 2019 | 7 juillet 2019 |
|  | Guyana            | 5                | Canada         | 55             |                        |                        |    |  | 7 juillet 2019 | 7 juillet 2019 |
|  | 7 juillet 2019    |                  | Canada         | 55             |                        |                        |    |  | 7 juillet 2019 | 7 juillet 2019 |
|  |                   | Bermudes         | 0              |                |                        |                        |    |  | 7 juillet 2019 | 7 juillet 2019 |
|  | Trinité-et-Tobago | Bermudes         | 0              | 5              |                        |                        |    |  | 7 juillet 2019 | 7 juillet 2019 |
|  | Trinité-et-Tobago |                  |                | 5              |                        |                        |    |  | 7 juillet 2019 | 7 juillet 2019 |
|  | Bermudes          | 7                |                |                |                        |                        |    |  | 7 juillet 2019 | 7 juillet 2019 |
|  | Bermudes          | 7                | Canada         | 40             |                        |                        |    |  |                |                |
|  | 7 juillet 2019    |                  | Canada         | 40             |                        |                        |    |  |                |                |
|  |                   | Jamaïque         | 5              |                |                        |                        |    |  |                |                |
|  | Mexique           | Jamaïque         | 5              | 12             |                        |                        |    |  |                |                |
|  | Mexique           | 7 juillet 2019   |                | 12             |                        |                        |    |  |                |                |
|  | Îles Caïmans      | 7                |                |                |                        |                        |    |  |                |                |
|  | Îles Caïmans      | 7                | Mexique        | 7              |                        |                        |    |  |                |                |
|  | 7 juillet 2019    | 7 juillet 2019   | Mexique        | 7              | Match pour la 3e place | Match pour la 3e place |    |  |                |                |
|  | 7 juillet 2019    | 7 juillet 2019   |                | Jamaïque       | Match pour la 3e place | Match pour la 3e place | 24 |  |                |                |
|  | Jamaïque          | 24               | 7 juillet 2019 | 7 juillet 2019 |                        |                        | 24 |  |                |                |
|  | Jamaïque          | 24               | 7 juillet 2019 | 7 juillet 2019 |                        |                        |    |  |                |                |
|  | Barbade           | 10               |                | Bermudes       | 0                      |                        |    |  |                |                |
|  | Barbade           | 10               |                | Bermudes       | 0                      |                        |    |  |                |                |
|  |                   |                  |                |                |                        |                        |    |  | Mexique        | 50             |
|  |                   |                  |                |                |                        |                        |    |  | Mexique        | 50             |

### Europe

#### Participants
Aucune équipe européenne ne se qualifie directement pour les Jeux olympiques. Huit équipes participent au tournoi de qualification et sont déterminées à l'issue de la première étape des Seven's Grand Prix Series se déroulant à Moscou en juin 2019. Les neuf premiers sont qualifiés (avec l'Angleterre pour représenter la Grande-Bretagne) ainsi que les deux finalistes du Sevens Trophy (seconde division) et le vainqueur de la Sevens conference (troisième et dernière division) :
- Allemagne
- Angleterre
- Espagne
- France
- Géorgie
- Hongrie (conférence)
- Irlande
- Italie
- Lituanie (trophée)
- Portugal
- Russie
- Ukraine (trophée)

#### Tournoi de qualification
Contrairement à l'édition précédente où la qualification olympique se déroulait pendant les Seven's Grand Prix Series, la qualification de la zone Europe se dispute sur un seul tournoi se jouant du 13 au 14 juillet 2019 au stade Michel-Bendichou de Colomiers en France.
C'est l'Angleterre qui remporte le tournoi, battant en finale la France. L'Irlande, troisième, se qualifie pour le tournoi de barrage.
|  | Quarts de finale | Quarts de finale |            |         | Demi-finales           | Demi-finales |  |  | Finale   | Finale |
|  | Quarts de finale | Quarts de finale |            |         | Demi-finales           | Demi-finales |  |  | Finale   | Finale |
|  |                  |                  |            |         |                        |              |  |  |          |        |
|  |                  |                  |            |         |                        |              |  |  |          |        |
|  |                  |                  |            |         |                        |              |  |  |          |        |
|  | Angleterre       | 35               |            |         |                        |              |  |  |          |        |
|  | Angleterre       | 35               |            |         |                        |              |  |  |          |        |
|  | Italie           | 0                |            |         |                        |              |  |  |          |        |
|  | Italie           | 0                | Angleterre | 29      |                        |              |  |  |          |        |
|  |                  |                  | Angleterre | 29      |                        |              |  |  |          |        |
|  |                  | Portugal         | 12         |         |                        |              |  |  |          |        |
|  | Portugal         | Portugal         | 12         | 14      |                        |              |  |  |          |        |
|  | Portugal         |                  |            | 14      |                        |              |  |  |          |        |
|  | Espagne          | 5                |            |         |                        |              |  |  |          |        |
|  | Espagne          | 5                | Angleterre | 31      |                        |              |  |  |          |        |
|  |                  |                  | Angleterre | 31      |                        |              |  |  |          |        |
|  |                  | France           | 7          |         |                        |              |  |  |          |        |
|  | France           | France           | 7          | 28      |                        |              |  |  |          |        |
|  | France           |                  |            | 28      |                        |              |  |  |          |        |
|  | Géorgie          | 0                |            |         |                        |              |  |  |          |        |
|  | Géorgie          | 0                | France     | 19      |                        |              |  |  |          |        |
|  |                  |                  | France     | 19      | Match pour la 3e place |              |  |  |          |        |
|  |                  | Irlande          | 12         |         |                        |              |  |  |          |        |
|  | Irlande          | Irlande          | 12         | 21      |                        |              |  |  |          |        |
|  | Irlande          |                  |            | 21      |                        |              |  |  |          |        |
|  | Allemagne        | 0                |            | Irlande | 26                     |              |  |  |          |        |
|  | Allemagne        | 0                |            | Irlande | 26                     |              |  |  |          |        |
|  |                  |                  |            |         |                        |              |  |  | Portugal | 12     |
|  |                  |                  |            |         |                        |              |  |  | Portugal | 12     |

### Océanie

#### Participants
La Nouvelle-Zélande et les tenant du titre fidjiens se qualifient directement pour les Jeux olympiques en terminant parmi les quatre premiers des World Rugby Sevens Series. Douze équipes participent au tournoi de qualification :
- Australie
- Îles Cook
- Niue
- Nouvelle-Calédonie
- Papouasie-Nouvelle-Guinée
- Salomon
- Samoa
- Samoa américaines
- Tahiti
- Tonga
- Tuvalu
- Vanuatu

#### Tournoi de qualification
Du 7 au 8 novembre 2019 se tient le championnat d'Océanie qui est le tournoi qualificatif de la zone Océanie pour les Jeux olympiques. Il déroule à Suva aux Fidji.

### Afrique

#### Participants
L'Afrique du Sud, de par son classement aux dernières World Series, est déjà qualifiée pour les Jeux olympiques. Deux tournois régionaux se déroulent en 2018 pour déterminer les derniers participants au championnat d'Afrique :
- Le tournoi de la zone ouest se déroule du 15 au 16 septembre 2018 à Abidjan en Côte d'Ivoire dans le stade INJS[13],
- Le tournoi de la zone centre-sud se déroule du 29 au 30 septembre 2018 à Bujumbura au Burundi[14].

Le premier est remporté par les locaux ivoiriens face au Nigeria (22-17 a.p.),, le second est remporté par la République Démocratique du Congo.
Les quatorze équipes participantes sont :
- Botswana
- Ghana
- Côte d'Ivoire
- Kenya
- Madagascar
- Maurice
- Maroc
- Namibie
- Nigeria
- Sénégal
- Tunisie
- Ouganda
- Zambie
- Zimbabwe

#### Tournoi de qualification
Le tournoi de qualification de la zone Afrique, le championnat continental, se tient du 9 au 10 novembre 2019 à Johannesbourg en Afrique du Sud, au Bosman stadium.

### Asie

#### Participants
Le Japon, organisateur des Jeux olympiques, est automatiquement qualifié et ne dispute donc pas le tournoi de qualification asiatique. Huit équipes participent au tournoi :
- Afghanistan
- Chine
- Corée du Sud
- Hong Kong
- Malaisie
- Philippines
- Singapour
- Sri Lanka
- Taipei chinois

#### Tournoi de qualification
Asia Rugby organise un tournoi spécial pour la qualification aux Jeux olympiques. Il se déroule du 23 au 24 novembre 2019 à Incheon en Corée du Sud. À domicile, c'est la Corée du Sud qui remporte la compétition, devençant la Chine et Hong Kong qui se qualifient pour le tournoi de qualification 2020.
|  | Quarts de finale      | Quarts de finale      |                       |                       | Demi-finales           | Demi-finales           |    |  | Finale                | Finale                |
|  | Quarts de finale      | Quarts de finale      |                       |                       | Demi-finales           | Demi-finales           |    |  | Finale                | Finale                |
|  |                       |                       |                       |                       |                        |                        |    |  |                       |                       |
|  | Namdong Asiad Stadium | Namdong Asiad Stadium |                       |                       | Namdong Asiad Stadium  | Namdong Asiad Stadium  |    |  | Namdong Asiad Stadium | Namdong Asiad Stadium |
|  | Namdong Asiad Stadium | Namdong Asiad Stadium |                       |                       | Namdong Asiad Stadium  | Namdong Asiad Stadium  |    |  | Namdong Asiad Stadium | Namdong Asiad Stadium |
|  | Corée du Sud          | 32                    |                       |                       | Namdong Asiad Stadium  | Namdong Asiad Stadium  |    |  | Namdong Asiad Stadium | Namdong Asiad Stadium |
|  | Corée du Sud          | 32                    |                       |                       | Namdong Asiad Stadium  | Namdong Asiad Stadium  |    |  | Namdong Asiad Stadium | Namdong Asiad Stadium |
|  | Malaisie              | 7                     |                       |                       | Namdong Asiad Stadium  | Namdong Asiad Stadium  |    |  | Namdong Asiad Stadium | Namdong Asiad Stadium |
|  | Malaisie              | 7                     | Corée du Sud          | 12                    |                        |                        |    |  | Namdong Asiad Stadium | Namdong Asiad Stadium |
|  | Namdong Asiad Stadium |                       | Corée du Sud          | 12                    |                        |                        |    |  | Namdong Asiad Stadium | Namdong Asiad Stadium |
|  |                       | Chine                 | 7                     |                       |                        |                        |    |  | Namdong Asiad Stadium | Namdong Asiad Stadium |
|  | Chine                 | Chine                 | 7                     | 50                    |                        |                        |    |  | Namdong Asiad Stadium | Namdong Asiad Stadium |
|  | Chine                 |                       |                       | 50                    |                        |                        |    |  | Namdong Asiad Stadium | Namdong Asiad Stadium |
|  | Singapour             | 5                     |                       |                       |                        |                        |    |  | Namdong Asiad Stadium | Namdong Asiad Stadium |
|  | Singapour             | 5                     | Corée du Sud          | 12                    |                        |                        |    |  |                       |                       |
|  | Namdong Asiad Stadium |                       | Corée du Sud          | 12                    |                        |                        |    |  |                       |                       |
|  |                       | Hong Kong             | 7                     |                       |                        |                        |    |  |                       |                       |
|  | Sri Lanka             | Hong Kong             | 7                     | 17                    |                        |                        |    |  |                       |                       |
|  | Sri Lanka             | Namdong Asiad Stadium |                       | 17                    |                        |                        |    |  |                       |                       |
|  | Philippines           | 24                    |                       |                       |                        |                        |    |  |                       |                       |
|  | Philippines           | 24                    | Philippines           | 0                     |                        |                        |    |  |                       |                       |
|  | Namdong Asiad Stadium | Namdong Asiad Stadium | Philippines           | 0                     | Match pour la 3e place | Match pour la 3e place |    |  |                       |                       |
|  | Namdong Asiad Stadium | Namdong Asiad Stadium |                       | Hong Kong             | Match pour la 3e place | Match pour la 3e place | 26 |  |                       |                       |
|  | Hong Kong             | 38                    | Namdong Asiad Stadium | Namdong Asiad Stadium |                        |                        | 26 |  |                       |                       |
|  | Hong Kong             | 38                    | Namdong Asiad Stadium | Namdong Asiad Stadium |                        |                        |    |  |                       |                       |
|  | Afghanistan           | 0                     |                       | Chine                 | 19                     |                        |    |  |                       |                       |
|  | Afghanistan           | 0                     |                       | Chine                 | 19                     |                        |    |  |                       |                       |
|  |                       |                       |                       |                       |                        |                        |    |  | Philippines           | 14                    |
|  |                       |                       |                       |                       |                        |                        |    |  | Philippines           | 14                    |

### Tournoi de repêchage
Un tournoi de repêchage composé d'équipes des six zones continentales se tient en juin 2020 pour déterminer le dernier pays qualifié pour les Jeux olympiques. Douze équipes sont qualifiés via les tournois de qualifications, soit deux par continent.
Envisagé à Biarritz, puis à Dublin, puis au Chili du 20 au 21 juin, le tournoi de repêchage se joue finalement à Monaco du 19 au 20 juin 2021.

#### Participants
| - Afrique - Ouganda - Zimbabwe | - Amérique du Nord - Jamaïque - Mexique | - Amérique du Sud - Brésil - Chili | - Asie - Chine - Hong Kong | - Europe - France - Irlande | - Océanie - Samoa - Tonga |

Les équipes chinoises et brésiliennes déclarent forfait en raison de la pandémie mondiale de Covid-19.

#### Phase de poule
L'équipe d'Ouganda, de la poule B, est exclue à l'avant-veille du début du tournoi en raison de plusieurs cas positifs au Covid-19.
| Rang | Pays     | J | V | N | D | Pm  | Pe  | Diff | Pts |
| ---- | -------- | - | - | - | - | --- | --- | ---- | --- |
| 1    | Irlande  | 4 | 4 | 0 | 0 | 126 | 17  | +109 | 12  |
| 2    | Samoa    | 4 | 3 | 0 | 1 | 156 | 38  | +118 | 10  |
| 3    | Zimbabwe | 4 | 2 | 0 | 2 | 64  | 81  | -17  | 8   |
| 4    | Tonga    | 4 | 1 | 0 | 3 | 43  | 128 | -85  | 6   |
| 5    | Mexique  | 4 | 0 | 0 | 4 | 17  | 142 | -125 | 4   |

| Rang | Pays      | J | V | N | D | Pm  | Pe  | Diff | Pts |
| ---- | --------- | - | - | - | - | --- | --- | ---- | --- |
| 1    | France    | 3 | 3 | 0 | 0 | 119 | 12  | +107 | 9   |
| 2    | Hong Kong | 3 | 2 | 0 | 1 | 62  | 56  | +6   | 7   |
| 3    | Chili     | 3 | 1 | 0 | 2 | 53  | 74  | -21  | 5   |
| 4    | Jamaïque  | 3 | 0 | 0 | 3 | 10  | 102 | -92  | 3   |
| 5    | Ouganda   | 0 | 0 | 0 | 0 | 0   | 0   | 0    | 0   |

#### Phase finale
Les deux meilleures équipes de chaque poule seront qualifiées pour les phases éliminatoires. Le vainqueur de la finale sera qualifié pour Tokyo.
|  | Demi-finales | Demi-finales |        |    | Finale       | Finale       |
|  | Demi-finales | Demi-finales |        |    | Finale       | Finale       |
|  |              |              |        |    |              |              |
|  | 20 juin 2021 | 20 juin 2021 |        |    | 20 juin 2021 | 20 juin 2021 |
|  | 20 juin 2021 | 20 juin 2021 |        |    | 20 juin 2021 | 20 juin 2021 |
|  | France       | 31           |        |    | 20 juin 2021 | 20 juin 2021 |
|  | France       | 31           |        |    | 20 juin 2021 | 20 juin 2021 |
|  | Samoa        | 0            |        |    | 20 juin 2021 | 20 juin 2021 |
|  | Samoa        | 0            | France | 19 |              |              |
|  | 20 juin 2021 |              | France | 19 |              |              |
|  |              | Irlande      | 28     |    |              |              |
|  | Irlande      | Irlande      | 28     | 28 |              |              |
|  | Irlande      |              |        | 28 |              |              |
|  | Hong Kong    | 5            |        |    |              |              |
|  | Hong Kong    | 5            |        |    |              |              |